# Libbsticka
Libbsticka, Levisticum officinale W.D.J.Koch, även kallad selleriört, är en flerårig växt inom familjen flockblommiga växter. Den är den enda arten i släktet libbstickor (Levisticum). Växten används som krydda och fördes på medeltiden till Sverige av munkar.

## Biologi

Flock

Växten blir mellan 1 och 3 meter hög och blommar från juli till augusti med gulgröna blommor i flockar som har 12 till 20 strålar. Hela växten är doftande.
Stjälken är slät, ihålig, kal och blåaktig. Växten är parbladig, och bladen är smalt triangulära och glänsande mörkgröna, med två till tre flikar.
Frukten blir fem till sju mm och är brun med låga ryggåsar och vingade kantåsar.

## Historia och utbredning
Libbstickans ursprungsområde är omdiskuterat; områden vid östra Medelhavet, Centralasien och Iran är några av alternativen. Libbsticka nämns som odlad växt av Plinius den äldre, och Hildegard av Bingen rekommenderade på 1100-talet libbsticka vid smärtor i halskörtlarna och mot hosta.
Libbstickan fördes under medeltiden till Norden för att odlas i klosterträdgårdarna. Växten spreds sedan till jordbruk och vanliga trädgårdar. Det finns säkra uppgifter om förvildade bestånd från 1700-talet.
Växten finns i Sverige som kvarstående förvildade bestånd från odling. I Sverige är den vanlig i södra delen av landet och mer glest förekommande i norr. På norra halvklotet växer den förvildad i nordöstligaste USA och angränsande delar av Kanada (ej ursprunglig i Nordamerika), större delen av det kontinentala Europa, Kaukasien, norra Iran samt i Afghanistan. I den östligaste delen av utbredningsområdet är den naturligt förekommande.

### Utbredningskartor
- Norden
- Norra halvklotet

## Användning
Örten har kallats för kärleksört och ska enligt gammal folktro vara ett effektivt afrodisiakum.
Libbsticka användes också på kor för att höja matlust, mjölk- och kalvproduktion. Libbsticka ansågs också användbar för att hålla skadedjur borta.
Libbstickans smak är kraftig och används främst för att smaksätta soppor. Fram till 1970-talet var libbsticka en vanlig krydda i industriellt framställda hel- och halvfabrikat. Smak och lukt påminner därför starkt om den krydda som har handelsnamnet Maggi; därav det tyska trivialnamnet maggikraut (maggiört) för libbsticka.
När glutamat blev vanlig som smaksättare, minskade libbstickan i betydelse som krydda.
I Skåne fanns förr en sed att man på midsommaraftonen skulle binda en tråd runt libbstickor och pioner så att dessa växters doft inte skulle skada människor och djur.

## Namn
Artnamnet Officinalis kommer från latin officina = 'verkstad, apotek', och syftar på växtens användning som medicinalväxt.
Det svenska namnet libbsticka, alternativt libsticka, är en förvrängning av släktnamnet Levisticum. Detta senlatinska namn är en ombildning av latinets ligusticum, med betydelsen 'från Ligurien'.

### Dialektala namn
| Namn         | Trakt          | Referens |
| ------------ | -------------- | -------- |
| Leasticka    | Skåne, Småland | [ 8 ]    |
| Lebbestelk   | Västergötland  | [ 8 ]    |
| Libberstyck  | Södra Gotland  | [ 9 ]    |
| Limburrstuck | Norra Gotland  | [ 9 ]    |

## Bilder

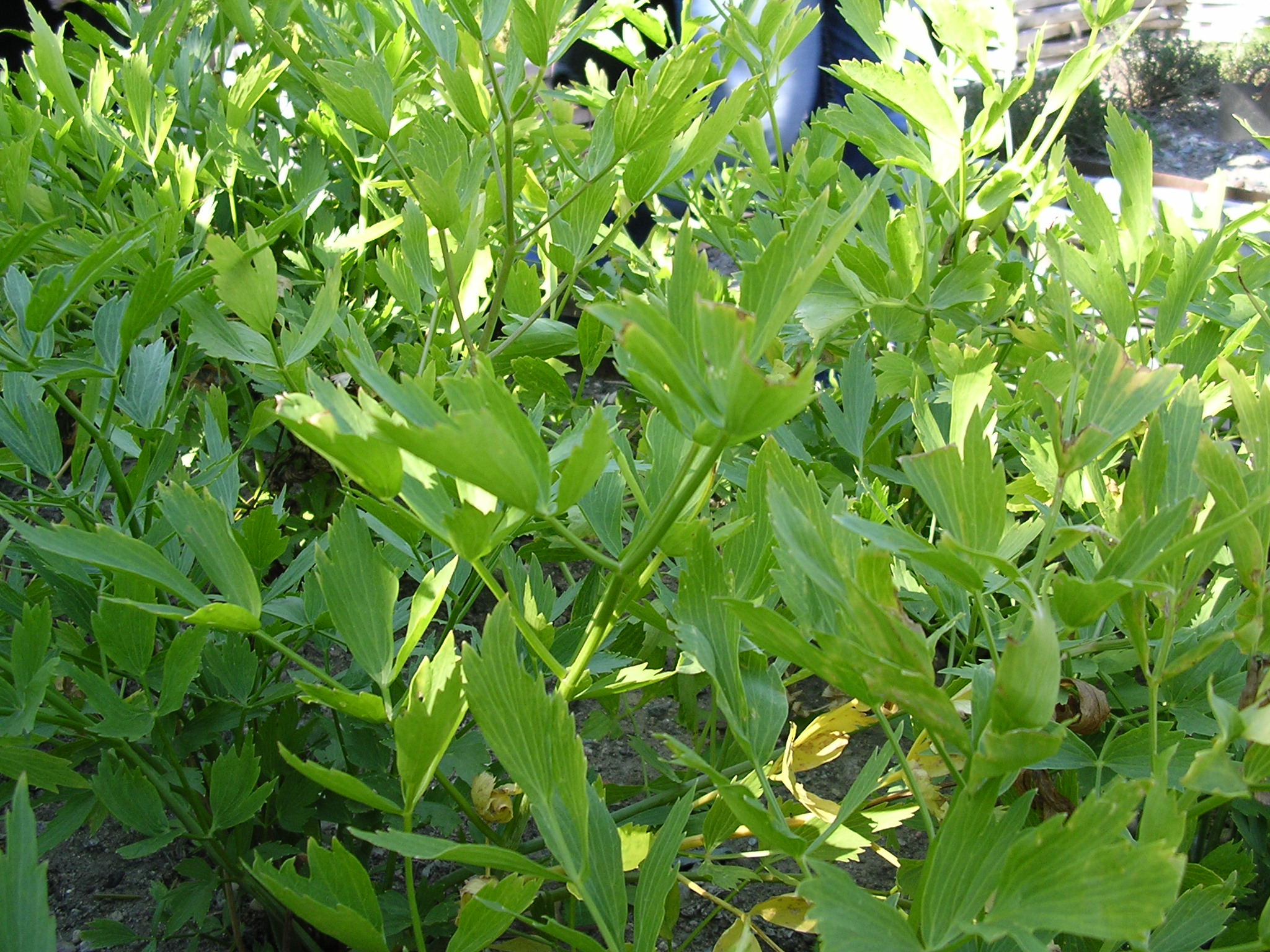
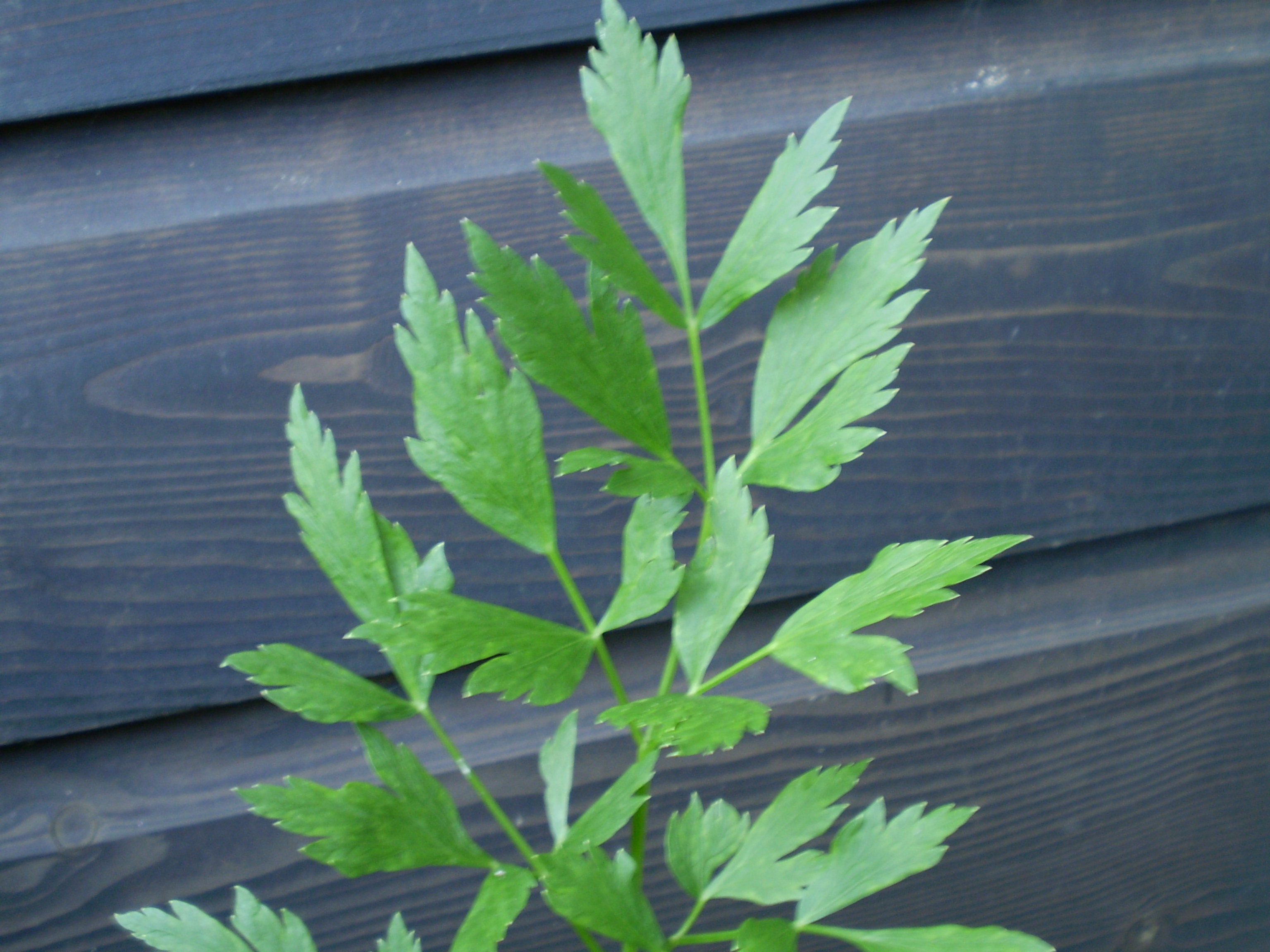
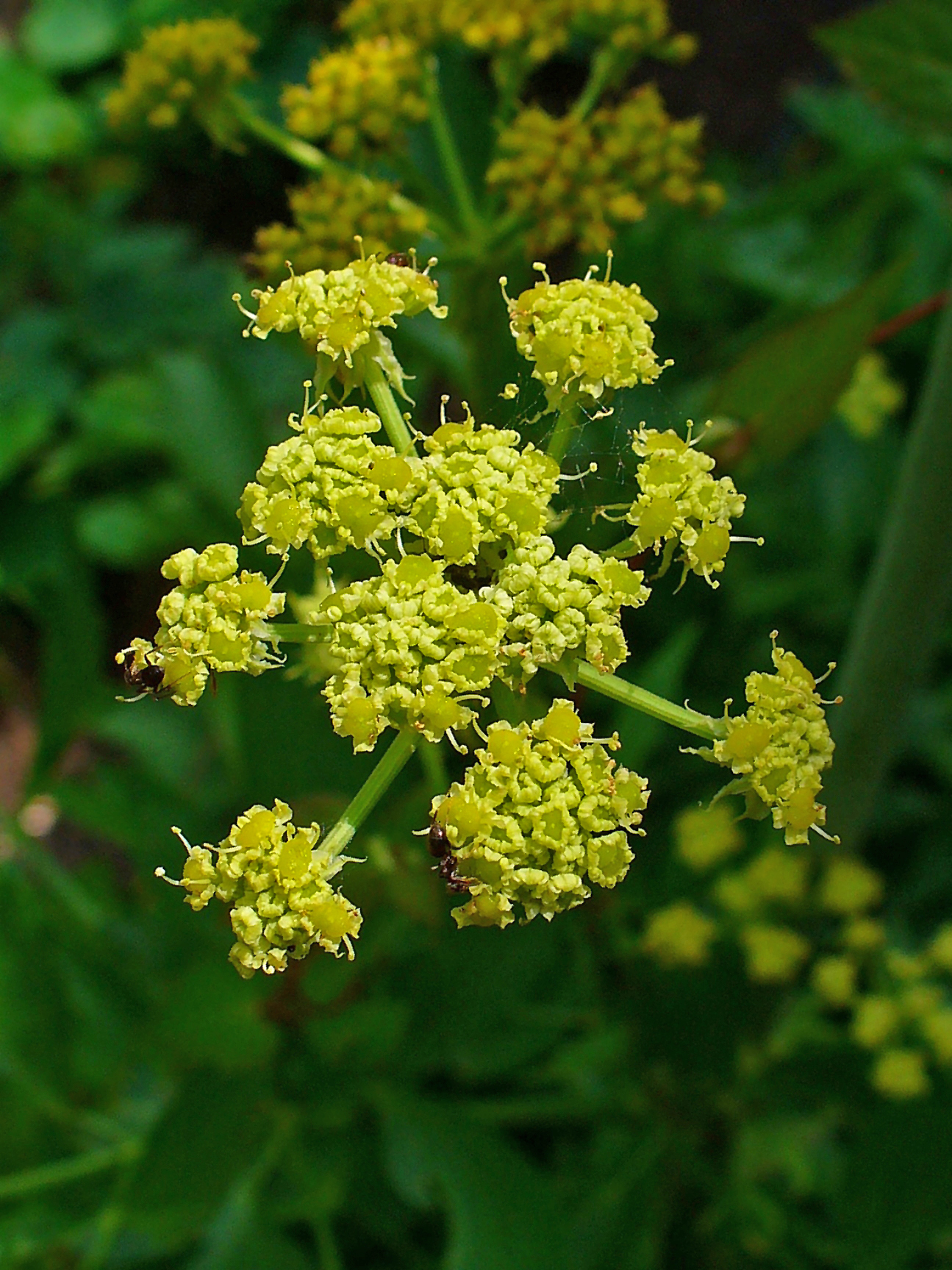
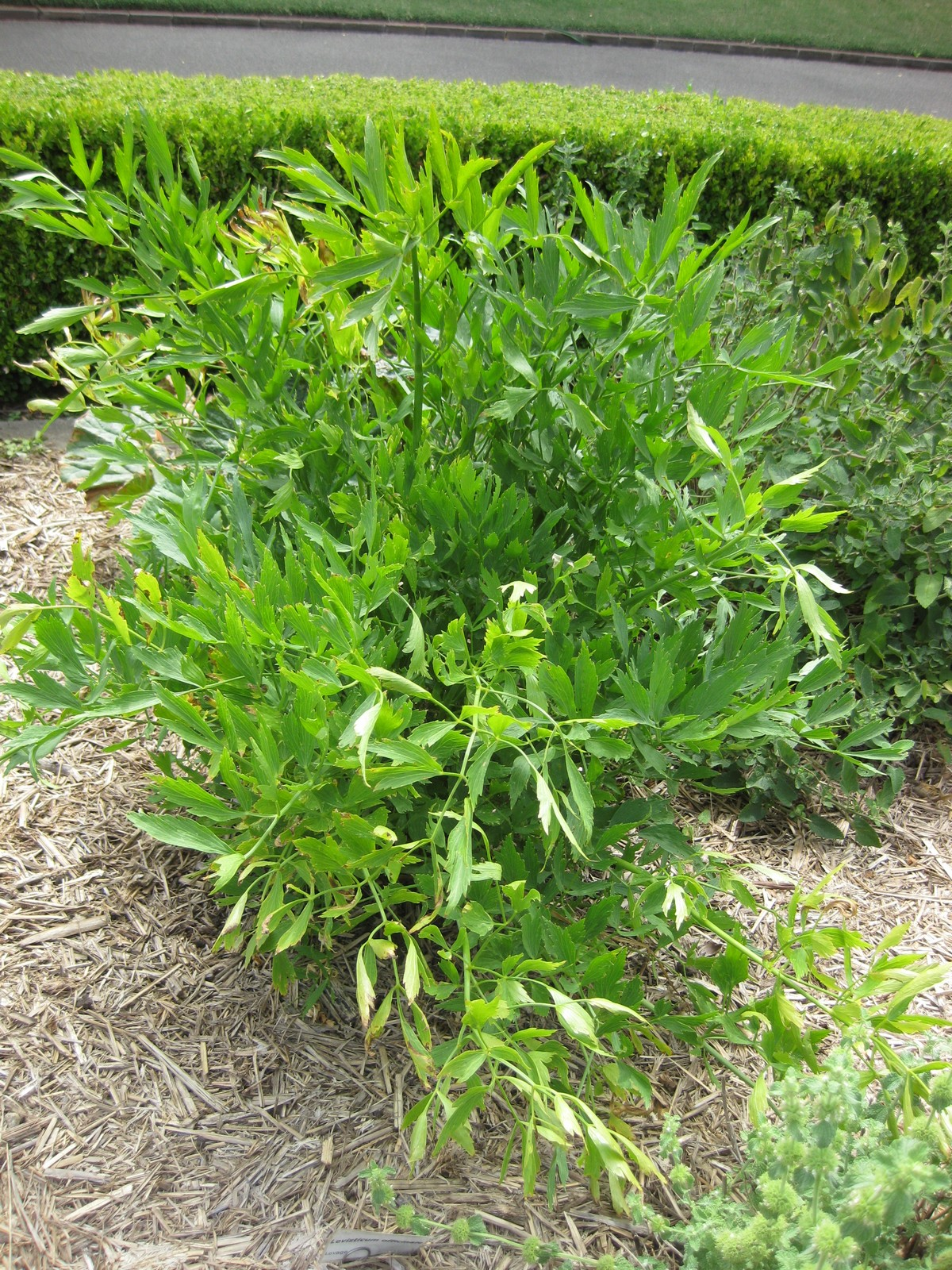
En odlad tuva